# Neokantijanizam
Neokantijanizam (nje. Neukantianismus) je oživljene filozofije iz 18. stoljeća Immanuela Kanta. Točnije, pod utjecajem je Schopenhauerove kritike kantijanske filozofije u svom djelu Svijet kao volja i predstavljanje (1818.), kao i drugih postkantijanskih filozofa poput Friesa i Herbarta. Ima neke posebne referencije u kasnijoj njemačkoj filozofiji.
Sinteza neokantijanizma i marksizma bile su teorijske perspektive bibliografskog niza Marx-Studien koji su objavili Max Adler i Rudolf Hilferding od 1904. do 1923. godine.
Do 1933. i uspona nacista, raspršili su se razni neokantijanski krugovi u Njemačkoj.

## Predstavnici
- Eduard Zeller (1814. – 1908.)
- Charles Bernard Renouvier (1815. – 1903.)
- Hermann Lotze[2] (1817. – 1881.)
- Hermann von Helmholtz (1821. – 1894.)
- Kuno Fischer (1824. – 1907.)
- Friedrich Albert Lange (1828. – 1875.)
- Wilhelm Dilthey (1833. – 1911.)
- African Spir (1837. – 1890.)
- Otto Liebmann (1840. – 1912.)
- Hermann Cohen (1842. – 1918.)
- Alois Riehl (1844. – 1924.)
- Wilhelm Windelband (1848. – 1915.)
- Johannes Volkelt (1848. – 1930.)
- Benno Erdmann (1851. – 1921.)
- Hans Vaihinger (1852. – 1933.)
- Paul Natorp (1854. – 1924.)
- Émile Meyerson (1859. – 1933.)
- Karl Vorländer (1860. – 1928.)
- Heinrich Rickert (1863. – 1936.)
- Ernst Troeltsch (1865. – 1923.)
- Jonas Cohn (1869. – 1947.)
- Robert Reininger (1869. – 1955.)
- Ernst Cassirer (1874. – 1945.)
- Emil Lask (1875. – 1915.)
- Richard Honigswald (1875. – 1947.)
- Bruno Bauch (1877. – 1942.)
- Leonard Nelson (1882. – 1927.)
- Nicolai Hartmann (1882. – 1950.)
- Hans Kelsen (1881. – 1973.)

Povezani mislioci
- Max Weber (1864. – 1920.)
- Georg Simmel (1858. – 1918.)
- György Lukács[3] (1885. – 1971.)

## Literature
- Sebastian Luft (ed.), The Neo-Kantian Reader, Routledge, 2015.
- Frederick C. Beiser (2014), The Genesis of Neo-Kantianism, 1796-1880 (Oxford: Oxford University Press)
- Hermann Cohen (1919), Religion of Reason Out of the Sources of Modern Judaism (1978, trans. New York)
- Harry van der Linden (1988), Kantian Ethics and Socialism (Hackett Publishing Company: Indianapolis and Cambridge)
- Thomas Mormann; Mikhail Katz. Infinitesimals as an issue of neo-Kantian philosophy of science. HOPOS: The Journal of the International Society for the History of Philosophy of Science 3 (2013), no. 2, 236-280. See https://www.jstor.org/stable/10.1086/671348 and https://arxiv.org/abs/1304.1027.
- Gillian Rose (1981), Hegel Contra Sociology (Athlone: London)
- Arthur Schopenhauer (1818), The World as Will and Representation (1969, trans. Dover: New York)

- Citati na Wikicitatu na engleskome jeziku

## Vanjske poveznice
- Sveučilište Stanford Georg Lukács: Neo-Kantian Aesthetics, Stanford Encyclopedia of Philosophy
- Članak Neo-Kantianism na Internet Encyclopedia of Philosophy (eng.)